# Bellona (pismo emigracyjne)
Bellona – emigracyjne pismo wojskowe wydawane w Londynie od 1940 do 1967 roku jako miesięcznik a następnie kwartalnik. 

## Historia
Po kilkumiesięcznej przerwie spowodowanej działaniami wojennymi, wznowiono w 1940 (jako 22 rocznik) wydawanie „Bellony” w Londynie jako miesięcznika. W kolejnych latach zeszyty były wydawane nakładem Sztabu Naczelnego Wodza regularnie do 1947 roku. W 1947 miesięcznik przekształcono w kwartalnik. Pismo ukazywało się następnie się do 1967 roku nakładem Instytutu Polskiego i Muzeum im. gen. Sikorskiego. Ostatni rocznik 1964 ukazał się z kilkuletnim opóźnieniem w 1967 roku.
Do tradycji pisma nawiązuje wydawany od 2007 roku „Kwartalnik Bellona”. 